# 奧斯特利茨戰役
奧斯特利茨戰役（1805年12月2日），是拿破崙戰爭中的一場著名戰役。75,000人的法國軍隊在拿破仑一世的指揮下，在波西米亚的奧斯特里茨村（位於今捷克境內）取得對87,000俄羅斯-奧地利聯軍的決定性勝利。第三次反法同盟隨之瓦解，并直接导致奧地利皇帝法蘭茲一世于次年被迫放棄神圣罗马皇帝的封號。
這場戰役因為奧地利皇帝弗朗茨一世、俄羅斯皇帝亞歷山大一世、法蘭西皇帝拿破仑一世全部親臨戰場，又稱“三皇會戰”。

## 背景

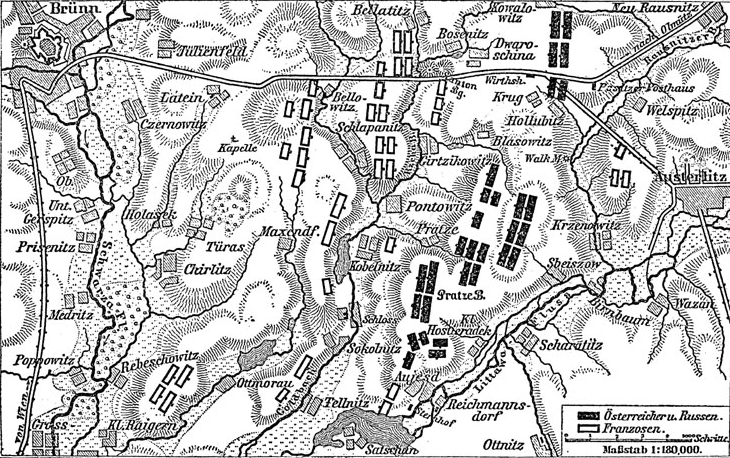
奧斯特里茨戰役圖

1804年的歐洲，戰爭烏云密布。自1802年《亞眠和約》以來，英國和法國在西印度群島、地中海和巴爾幹衝突不斷；俄羅斯和法國的關係也在惡化。1804年3月21日，波旁王室的昂吉安公爵被法國政府以叛國罪處決，導致英國和俄羅斯對法國的不滿最終爆發。1805年4月，英國首相威廉·庇特和俄羅斯皇帝亞歷山大一世簽訂《普雷斯堡和约》，英國和俄羅斯結成新的反法同盟。在第二次反法同盟戰爭中遭受重大損失的奧地利帝國起初持觀望態度。但1805年3月，已經成為法蘭西皇帝的拿破崙·波拿巴進一步加冕自己為意大利國王。此舉激怒奧地利皇帝弗朗茨二世。1805年7月，奧地利也加入反法同盟。第三次反法同盟形成。
反法同盟的主攻方向是巴伐利亞。1805年8月底，卡爾·馬克·馮·萊貝里希將軍和米哈伊爾·庫圖佐夫將軍分率奧地利和俄羅斯大軍，向巴伐利亞的烏爾姆進逼。拿破崙迅速調遣部隊，在烏爾姆包圍奧軍，並在庫圖佐夫趕來增援之前，於10月20日迫使馬克將軍投降。庫圖佐夫聞訊倉皇撤退，若阿尚·缪拉指揮法軍乘勝追擊，兵不血刃佔領奧地利首都維也納。開戰至此，法軍取得一連串勝利，戰果輝煌。但整個戰局形勢對於法國來說依然十分嚴峻。烏爾姆大捷的第二天，英國皇家海軍就在特拉法加海戰中打敗法國和西班牙的聯合艦隊，確保英國的海上霸權，引起巴黎的恐慌。庫圖佐夫擺脫追擊，和弗雷德里希·威廉·馮·巴克斯霍頓將軍的增援俄軍以及俄皇奧皇的直屬部隊會合後，兵力超過法軍，隨時可能反撲。法國人此時遠離後方，後勤供應緊張。情報部門還帶來更壞的消息：普魯士也即將加入反法同盟，一旦普魯士參戰，法軍將腹背受敵。拿破崙需要迅速殲滅俄奧聯軍，一舉確立胜勢。

## 參戰部隊序列和指揮官

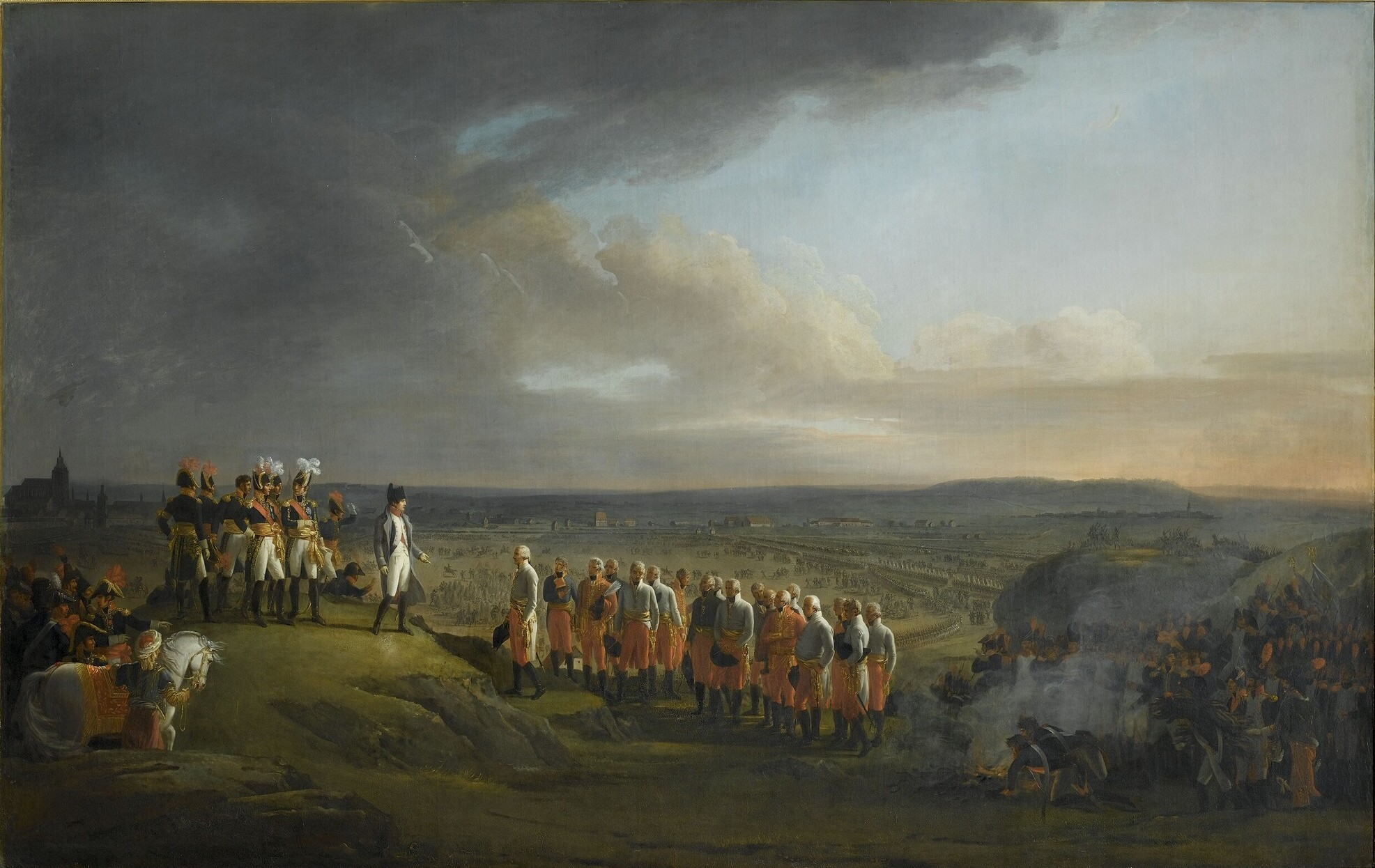
拿破崙在烏爾姆戰場俘虜了不幸的卡爾·馬克·馮·萊貝里希以及麾下的奧地利軍隊。(查爾斯·瑟芬寧繪)

### 法軍（大兵團）
總司令：拿破崙
- 法國皇家衛隊（近衛軍）：

指揮：貝西埃爾元帥
人數：5,500人和24門砲
- 第一軍團：

軍長：貝爾納多特元帥
人數：13,000人和24門砲
- 第三軍團：

軍長：達武元帥
人數：6,300人（包括2500名騎兵）和12門砲
- 第四軍團：

軍長：蘇爾特元帥
人數：23,600人和35門砲
- 第五軍團：

軍長：拉納元帥
人數：12,900人和20門砲
- 擲彈兵：

軍長：烏迪諾元帥
人數：5,700人
- 騎兵預備軍團：

軍長：繆拉元帥
人數：7,400人和36門砲

### 俄奧聯軍
總指揮：米哈伊爾·庫圖佐夫（實際指揮權在亞歷山大一世手上）
左翼總指揮：巴克斯霍頓
- 俄羅斯皇家衛隊（近衛軍）：

指揮：康斯坦丁大公
人數：6,730步兵，3,700騎兵，100先驅和40門砲
- 皇帝右翼前鋒部隊：

指揮：彼得·巴格拉基昂中將
人數：9,200步兵，4,500騎兵和42門砲
- 巴克斯霍頓將軍左翼前鋒部隊：

指揮：米迦勒·馮·基恩米亞將軍
人數：3,440步兵，3,440騎兵和12門輕型火砲
- 第一縱隊：

指揮：迪米特里·謝爾蓋耶維奇·多克托洛中將
- 第二縱隊：

指揮：路易·亞歷山大·安德勞爾·德·朗熱隆中將
- 第三縱隊：

指揮：普雷斯比斯維斯基中將
- 第四縱隊：

指揮：米哈伊爾·安德烈維奇·米羅拉多維奇中將和約翰·克羅拉瑟中將
- 第五縱隊：

指揮：列支敦士登親王約翰一世

## 戰役進程

### 部署
1805年11月21日，拿破崙率領繆拉、拉納和蘇爾特三個軍進駐奧斯特里茨，他要把俄奧聯軍引進他親自選定的這個戰場，以一個漂亮殲滅戰徹底打破目前所面臨的困境。此時法軍在奧斯特里茨只有53,000人，而聯軍在奥洛穆茨聚集85,000名兵力，他相信聯軍會憑優勢兵力發動進攻。為確保對手上鉤，拿破崙採取一系列迷惑手段。先是在談判中故意示弱，接著讓部隊做出準備撤退的假象。最後又走出大膽的一步：主動放棄位於戰場中央的戰略要地普拉欽高地，將自己的右翼徹底暴露在聯軍面前。與此同時，波拿道特和達武的兩個軍正在火速趕來增援。他們一旦到達，法軍總兵力將達到73,000人，足以和聯軍匹敵。對此重要消息，聯軍卻一無所知。

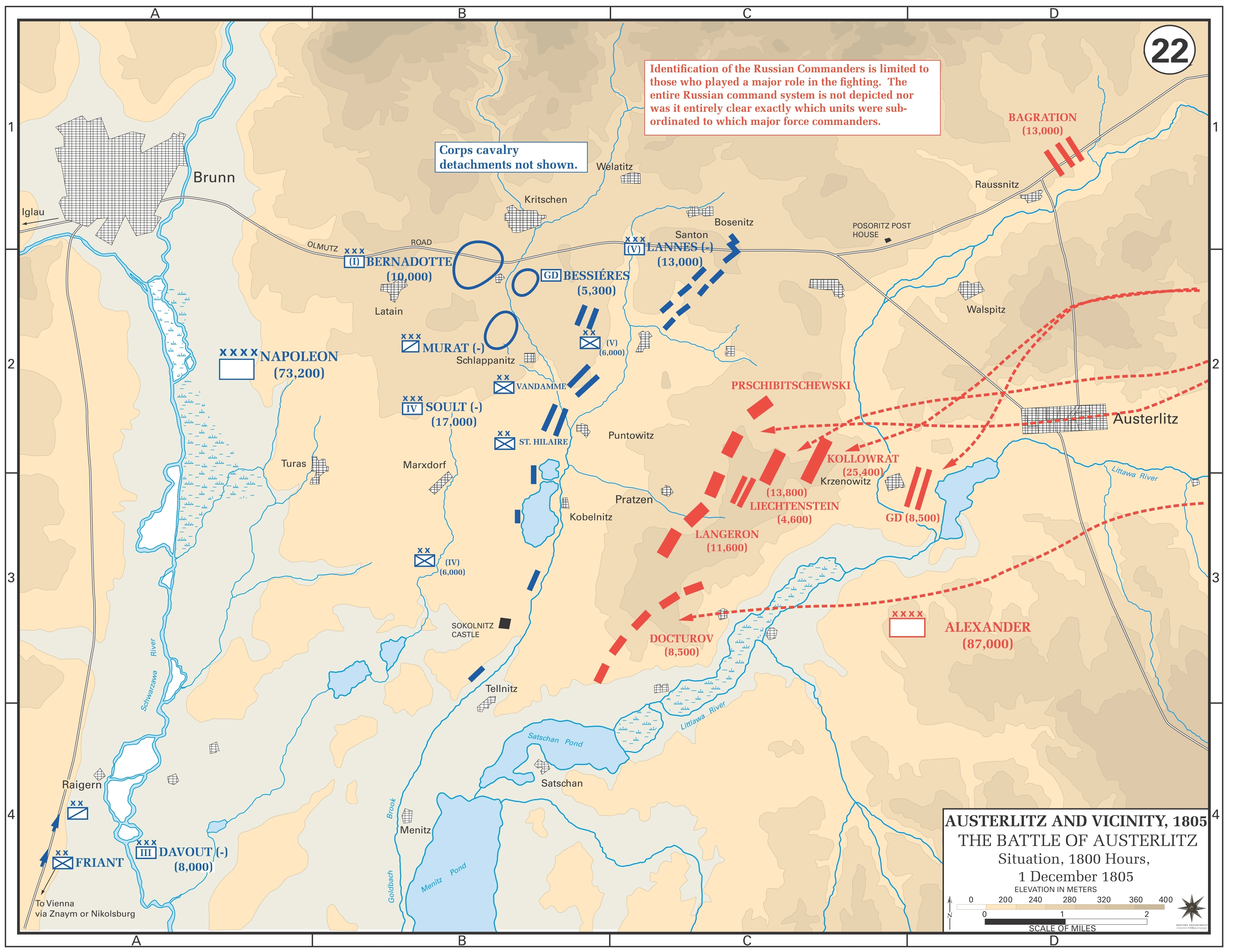
12月1日

12月1日，拿破崙做出最後的部署。左翼由拉納的第五軍（13,000人）鎮守北面的桑頓山，繆拉親王的5600名騎兵預備軍在後支援。波拿道特的第一軍也將在這一線發起攻擊。南方的塔爾尼茲村和索科爾尼茲村是拿破崙故意暴露出來的右翼，吸引聯軍進攻。這一側僅由蘇爾特軍的一個師(12,000人，師長克洛德·列格朗少將)駐守。達武的第三軍將在第二天凌晨抵達增援。蘇爾特軍餘下的兩個師（多米尼克·旺達姆師和路易·樊尚·勒布隆·德·聖海拉爾師）則潛伏在戰場中央，一旦聯軍主力都被吸引到南方，就一舉攻下普拉欽高地，切斷聯軍兩翼的聯繫。
與此同時，聯軍總部也制定自己的計劃。老謀深算的庫圖佐夫主張繼續撤退以拖垮勞師遠征的法軍，但雄心勃勃的亞歷山大和急於復仇的奧地利將軍們被拿破崙誘敵之計所迷惑，認為這是打敗拿破崙的天賜良機。儘管名義上庫圖佐夫是全軍總指揮，但實際的決定權在亞歷山大手中。最後，由奧地利洛維特將軍制定的聯軍作戰計劃正中拿破崙下懷：巴格拉季昂指揮右翼前鋒部隊進攻桑頓山，牽制法軍。利希頓斯坦因的第五縱隊則負責保障他和中央接合部的安全。聯軍主攻方向在南線，左翼前鋒部隊和四個縱隊在巴克斯霍頓的指揮下，將攻占塔爾尼茲村和索科爾尼茲村，打垮法軍的右翼，然後向北全面包抄。

### 南線和北線

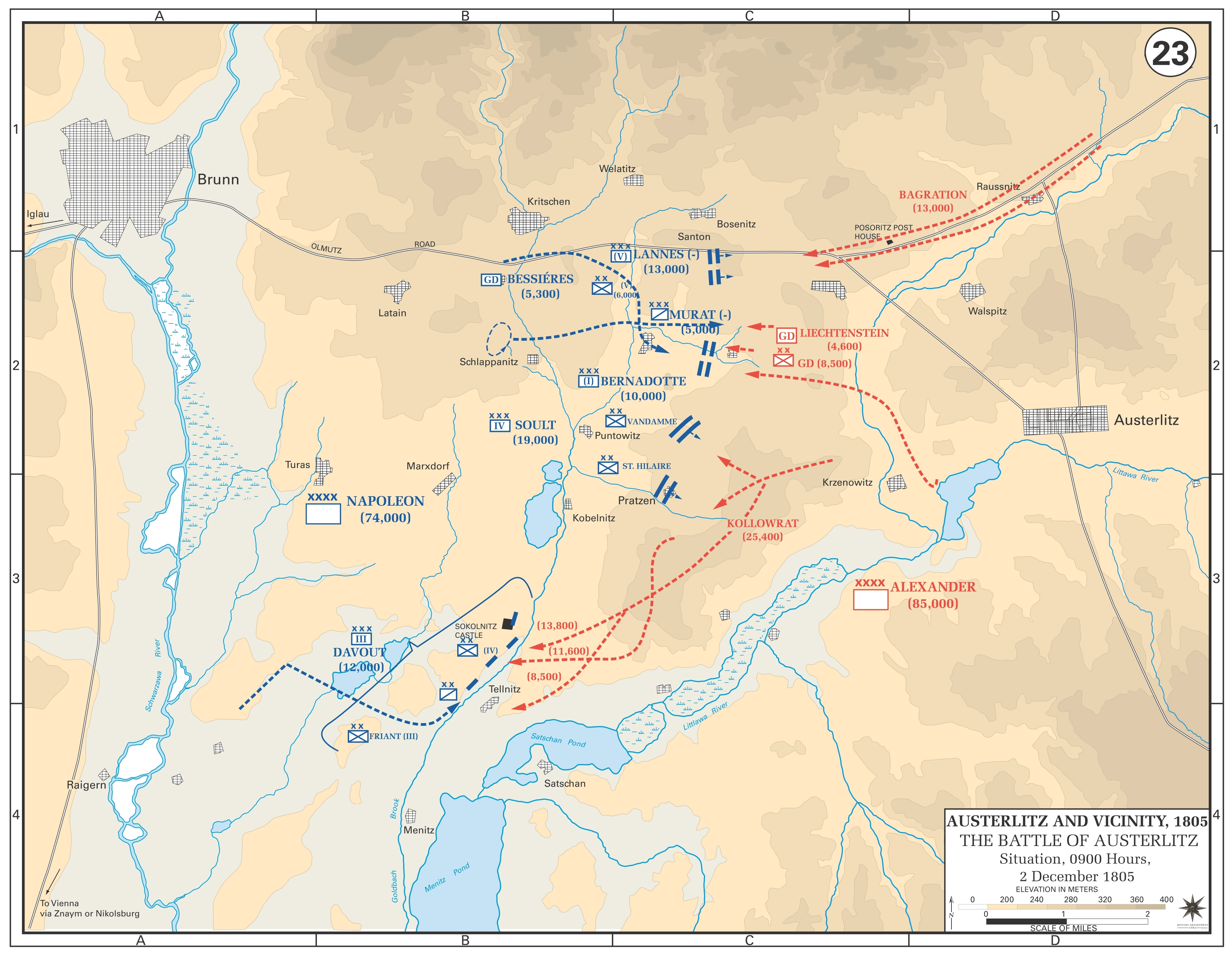
12月2日9時

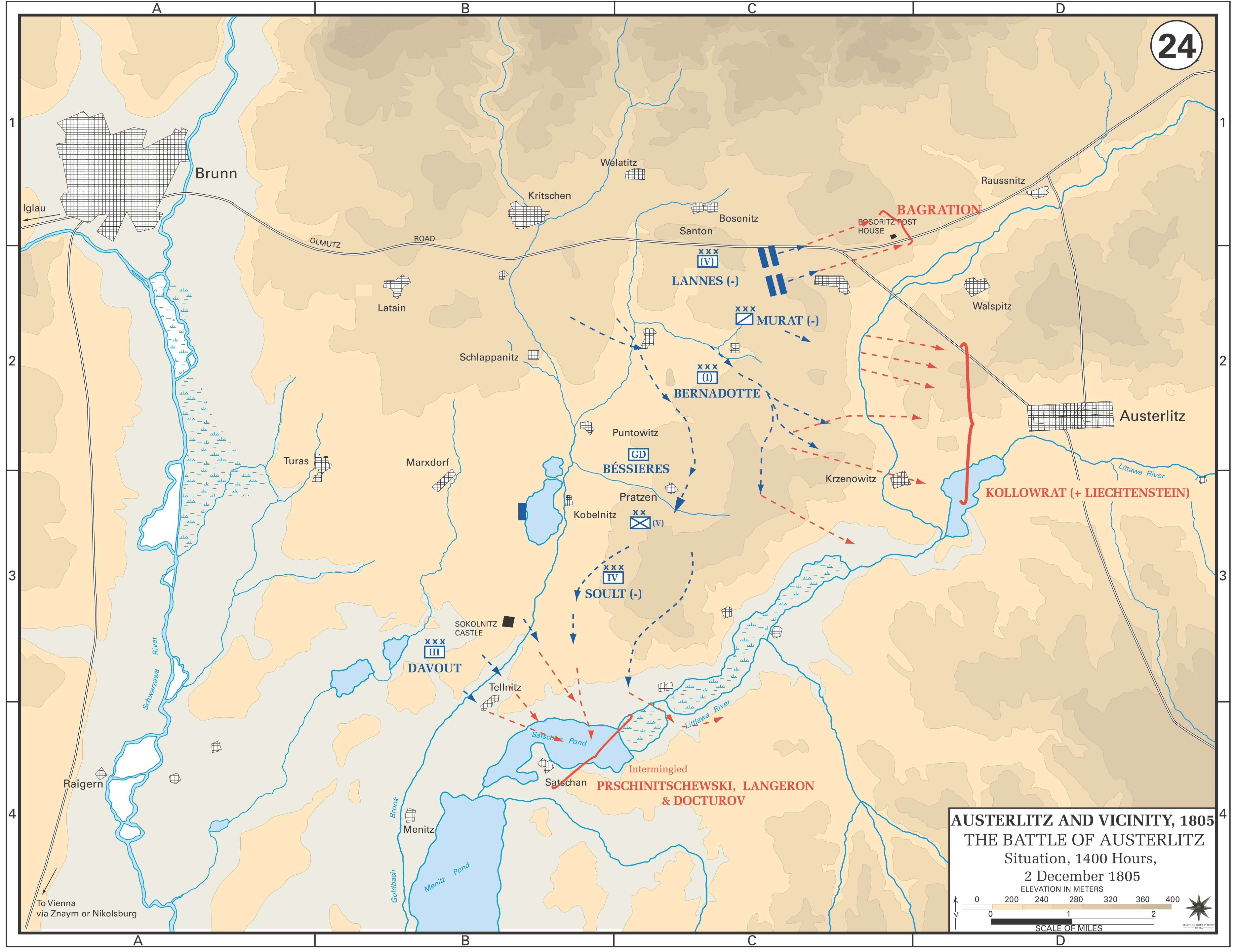
12月2日14時

12月2日凌晨6點，聯軍在瀰漫的大霧中開始移動。激戰首先在南線爆發，基恩米亞率領5,000奧軍組成的左翼前鋒部隊進攻塔爾尼茲村，被法軍擊退。8點，多克托洛夫第一縱隊的14,000俄軍趕到，以優勢兵力攻下塔爾尼茲村。聯軍在塔爾尼茲村還未及站穩腳跟，達武已經率軍趕到並立即發起反擊，奪回塔爾尼茲村。隨後，聯軍乘混亂又發動一次反擊，再次攻下塔爾尼茲村。
對塔爾尼茲村的進攻開始後不久，聯軍第二縱隊（俄軍12,000人）和第三縱隊（俄軍10,000人）也先後投入進攻。戰況激烈，俄軍首先攻下後不久，敗退下來的法軍立即重整部隊，發動反擊奪回。俄軍再次攻下後，達武軍的路易·弗里昂師趕到，又將俄國人趕出。此后索科爾尼茲村反覆易手，但聯軍始終無法將其徹底佔據。
在北線，巴格拉季昂指揮的右翼前鋒部隊由13,000名俄軍組成，利希頓斯坦因的4,600名奧地利騎兵在他的側翼。他們負責進攻拉納把守的桑頓山。聯軍發動數次猛攻，但在法國步兵、騎兵和砲兵的協同防守下，都被打退，上午10點30分，拉納和繆拉發動反擊，一舉將聯軍趕出北方戰場。

### 普拉欽高地
在南線和北線展開激戰的同時，蘇爾特軍的旺達姆師和聖海拉爾師（共16,000人）乘著濃霧的掩護，推進到普拉欽高地腳下靜靜潛伏，等待著進攻的信號。上午8點半，由24,000名俄奧聯軍組成的第四縱隊在克羅拉瑟指揮下，也開始離開普拉欽高地，加入對南線的攻擊。至此，南線已經吸引超過5萬人的聯軍主力。中央的普拉欽高地正如拿破崙設想一樣變得兵力空虛，法軍將輕而易舉的從此突破聯軍防線。
上午9點，拿破崙對蘇爾特下達進攻的命令。也就在這時，紅日終於透出雲層，驅散濃霧。蟄伏已久的法軍範達姆師和聖海拉爾師的精銳士兵敲著鼓點，挺著刺刀一舉衝上普拉欽高地。
面對法軍猝不及防的中路突破，普拉欽高地上原本洋溢樂觀氣氛的聯軍總部頓時大亂陣腳。克羅拉瑟的部隊已經離開，利希頓斯坦因的部隊也在激戰當中。法軍輕易粉碎駐守俄軍的抵抗佔領高地，倫格朗率第二縱隊反攻也被蘇爾特軍擊退。11點30分，法軍已經完全控制普拉欽高地。隨後拿破崙將大本營移到普拉欽高地上，同時命令貝爾納多特從北線趕來增援。
為避免被徹底分割的命運，康斯坦丁大公親自率領作為預備隊的俄羅斯近衛軍做孤注一擲反攻。拿破崙也將貝西埃爾指揮的近衛軍投入戰鬥。戰局一時呈膠著狀態，但拿破崙手下還有完整的貝爾納多特第一軍，聯軍卻已經沒有一隻預備隊可以投入戰鬥。隨著貝爾納多特大軍源源不斷開上普拉欽高地，俄羅斯近衛軍終於支持不住，全軍潰退。到下午2點，普拉欽高地上屍橫遍野，拿破崙完成他分割聯軍的計劃，聯軍的中路徹底被擊潰。自此大局已定，聯軍的潰敗已經成為不可逆轉之勢。

### 聯軍的潰敗
下午2點，重整後的聖海拉爾師兵分兩路，從普拉欽高地南面開下。一路前往索科爾尼茲村，會同達武發起反擊；一路切斷南線聯軍的歸路。南線聯軍很快就被這最後的一擊打垮，各支部隊紛紛奪路而逃。混亂中，亞歷山大一世甚至丟掉他的參謀部。孤身一人逃出的亞歷山大一世最後被俄軍在一個小村落中找到。擋在聯軍撤退線路上是冰封的扎錢湖(Satschan Pond)。潰敗的聯軍左翼俄羅斯士兵試圖從結冰的湖面逃離。但此時普拉欽高地上的大砲已經架好。砲彈呼嘯而下，落在湖面。湖冰碎裂，拿破崙號稱數千人葬身湖底，然而英國史學家約翰·霍蘭德·羅斯對於法軍炮擊冰湖造成聯軍的傷亡數字存疑，認為這完全出自拿破崙誇大的勝利宣傳，據當時地方報紙指出扎錢湖於戰役結束的三天後便乾涸，而現場只撈出2、3名溺斃的士兵以及超過150匹戰馬的屍體。。更多的聯軍士兵則只能在湖邊等待被俘。
下午4點30分，天降小雪。拿破崙策馬巡視戰場，奧斯特里茨戰役以法軍的輝煌勝利告終。

## 結果

今日的奧斯特里茨古戰場

奧斯特里茨戰役中，聯軍損失超過26,000人，其中15,000人戰死，超過10,000人被俘。此外還損失186門大砲，45面團旗。法軍傷亡8,500人，損失1面團旗。
1805年12月4日，弗朗茨二世和拿破崙會談，達成停火協議。12月5日（也就是戰後的第四天），原本來宣戰的普魯士外交使節見到拿破崙，反而祝賀勝利並表示普魯士願意和法國結盟。拿破崙語帶嘲諷的說：「命運女神把你祝賀的對象改變。」
12月27日，奧地利和法國簽訂普雷斯堡和約。奧地利退出反法同盟，弗朗茨二世取消自己「神聖羅馬帝國皇帝」的封號，解散了神圣罗马帝国。至此第三次反法同盟瓦解，神聖羅馬帝國的歷史也告終結。拿破崙成為歐洲的霸主。